# Special Sampler 2002
Special Sampler 2002 es una recopilación promocional de la cantante irlandesa Enya procedente de la colección Only Time · The Collection publicada en 2002. El álbum promocional se publicó con la finalidad de promover la comercialización de dicha colección exclusivamente en Japón, como también para promocionar la banda sonora de la película japonesa Calmi Cuori Appassionati la cual usó varios temas de Enya para su respectivo soundtrack en el álbum Themes From Calmi Cuori Appassionati de 2001. Como muchas de las exclusivas producciones de Enya a lo largo de su carrera, Special Sampler 2002 se le considera como una «rareza».

## Lista de temas
| N.º | Tema                         | Duración |
| --- | ---------------------------- | -------- |
| 1.  | "Wild Child"                 | 3:47     |
| 2.  | "Book of Days"               | 2:55     |
| 3.  | "Orinoco Flow"               | 4:26     |
| 4.  | "Caribbean Blue"             | 3:58     |
| 5.  | "Oíche Chiún (Silent Night)" | 3:46     |
| 6.  | "On My Way Home"             | 5:09     |
| 7.  | "Only Time (Remix)"          | 3:15     |
| 8.  | "May It Be"                  | 3:31     |